# Giorgio Rubbietti
Giorgio Rubbietti, auch Giorgio Rubietti,  war ein italienischer Autorennfahrer.

## Karriere
1923 erzielte Rubbierri beim zweiten Giro d’Italia auf dem Autodromo di Monza auf einem Bianchi den vierten Platz. 2 Wochen später fiel er beim vierten Circuito di Mugello nach 3 von 6 Runden mit seinem Bianchi 18 aus. Giorgio Rubbietti startete in seiner Karriere einmal beim 24-Stunden-Rennen von Le Mans. 1925 fuhr er gemeinsam mit seinem Landsmann Tulio Vesprini einen Diatto 35. Das Duo wurde mangels zurückgelegter Distanz nicht klassiert.

## Statistik

### Le-Mans-Ergebnisse
| Jahr | Team                                   | Fahrzeug       | Teamkollege    | Platzierung     | Ausfallgrund |
| ---- | -------------------------------------- | -------------- | -------------- | --------------- | ------------ |
| 1925 | Societa Anonima Autocostruzioni Diatto | Diatto Tipo 35 | Tulio Vesprini | nicht klassiert |              |